# Бай Чунсі
Бай Чунсі (кит. спр. 白崇禧, піньїнь: Bái Chóngxǐ; 1893–1966) на прізвисько Цзяньшен (кит.: 健生) — китайський генерал.

## Біографія
Бай Чунсі народився 1893 року в Гуйліні провінції Гуансі, предки його були родом з-під Нанкіна. Він був китайцем, що сповідував іслам (при цьому він не належав до хуейцзу). У 1907 році вступив до училища сухопутних військ, але через хворобу був змушений перервати навчання. Після Синьхайскої революції 1911 року вступив до Студентської армії провінції Гуансі і відправився в провінцію Хубей. Пізніше він навчався в Учанській академії підготовки сухопутних військ і в Баодінській військовій академії, яка готувала близько третини командирів китайської армії того часу. Після закінчення Академії він став командиром 1-ї дивізії армії провінції Гуансі.
У 1921 році Бай Чунсі разом зі своїм товаришем по навчанню Гуанем Шаосюном у Гуанчжоу мали зустріч з Сунь Ятсеном. У 1924 році Бай Чунсі, Гуан Шаосюн і Лі Цзунжень організували об'єднання мілітаристів, що стало відомим як Нова кліка Гуансі. Об'єднавши свої сили, вони створили Армію умиротворення Гуансі, в якій Лі Цзунжень став головнокомандувачем, Гуан Шаосюн — заступником командувача, а Бай Чунсі — начальником штабу. До серпня вони розгромили війська Старої кліки Гуансі, і встановили свій контроль над провінцією; таким чином, провінція Гуансі приєдналася до Китайської республіки. Під час цієї військової кампанії Бай Чунсі заробив прізвисько «Маленький Чжуге Лян». В цьому ж році Бай Чунсі і Лі Цзунжень вступили в Гоміньдан.

## Північний похід
У 1926 році почався Північний похід, Бай Чунсі став заступником начальника штабу Національно-революційної армії. На початку 1927 року, командуючи авангардом східній колони, він з провінції Цзянсі увійшов в провінцію Чжецзян. Цього ж року Бай Чунсі взяв участь у влаштованій Чан Кайши різанині комуністів в Шанхаї . В ході бойових дій Бай Чунсі розгромив війська мілітариста Сунь Чуаньфана, а також виступив восени 1927 року проти суперника Чан Кайши Тан Шенчжі .

## Нанкінське десятиліття

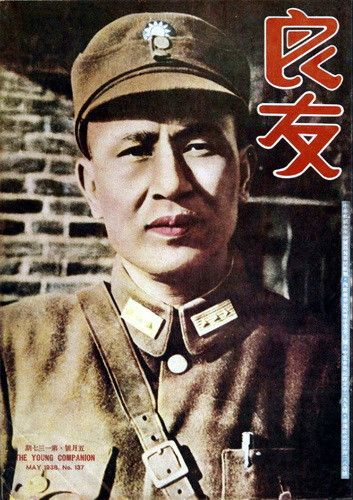
Бай Чунсі на обкладинці журналу Лян'ю

Після закінчення Північного походу і об'єднання країни Чан Кайши почав намагатися обмежити вольницю місцевих мілітаристів, що призвело до нових бойових дій. Зокрема, в березні 1929 року, після війни між центральним урядом і Новою клікою Гуансі, розбитий Бай Чунсі був змушений втекти до В'єтнаму, проте вже в листопаді того ж року Бай Чунсі, Лі Цзунжень, Гуан Шаосюн і Чжан Факуй, об'єднавши зусилля, зайняли Гуансі і атакували провінцію Гуандун. У 1930 році Бай Чунсі і Лі Цзунжень, підтримавши Фен Юсяна і Янь Сишаня, виступили проти Чан Кайши в ході Війни центральних рівнин.

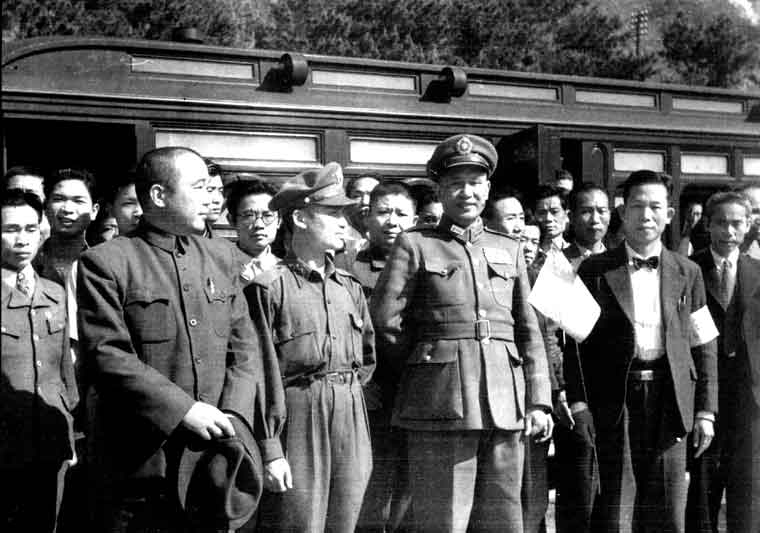
Бай на Тайвані після Інциденту 228

У вересні 1931 року, після японської інтервенції в Маньчжурію, еліта китайського суспільства почали шукати шляхи до об'єднання, і Нова кліка Гуансі вирішила досягти примирення з Центральним урядом. У квітні 1932 року Лі Цзунжень отримав пост «Головного умиротворителя Гуансі», Бай Чунсі став його заступником, і разом з генерал-губернатором Гуансі Гуан Сюйчу вони утворили керівний тріумвірат.
У травні 1936 року Бай Чунсі, Лі Цзунжень і губернатор провінції Гуандун Чень Цзітан створили «Армію боротьби з Японією заради порятунку держави», маючи на увазі насправді боротьбу проти Чан Кайши, однак через те, що Чан Кайши перевів армію провінції Гуандун в інше місце, наступ було відкладено.

## Війна з Японією
Після початку війни з Японією в липні 1937 року Бай Чунсі став заступником начальника генерального штабу Національно-революційної армії і начальником відділу бойової підготовки, увійшовши до числа радників Чан Кайши. Він запропонував зробити упор на партизанську війну, а не на великомасштабні бойові дії. Проте, йому довелося командувати військами в «класичних» бойових діях:
- Весна 1938 року, битва при Таєрчжуані — перша велика перемога китайських військ над японцями.
- Червень 1938 року, битва при Ухані.
- Лютий 1940 року, бої в Південній Гуансі.
- Жовтень 1944 року, бої в ході здійснення японцями операції «Іті-Го» .

## Громадянська війна
У 1946 році знову розгорнулися широкомасштабні бойові дії між силами КПК і гоміньдана. Весною 1946 року великий загін комуністичних військ під командуванням Лінь Бяо зайняв залізничний вузол Сипін, і місцеві гоміньданські війська виявилися не в змозі вибити їх звідти. Чан Кайши відправив Бай Чунсі для керівництва операцією, і, отримавши підкріплення, гоміньданські війська в ході дводенного бою змогли вибити комуністів. Це був перший і єдиний великий успіх гоміньданців в громадянській війні 1946-49 років.
У червні 1946 року Бай Чунсі був призначений міністром оборони. Однак швидко з'ясувалося, що цей пост був чисто номінальним, оскільки Чан Кайши, ігноруючи нормальну систему командування, вважав за краще віддавати накази командирам на місцях безпосередньо.

## Тайвань
28 лютого 1947 року на Тайвані почалося повстання, викликане поганим управлінням з боку призначених Китайської республікою чиновників. Бай Чунсі був відправлений на Тайвань як особистий представник Чан Кайши, щоб розібратися в справах на місці і вирішити ситуацію, заспокоївши місцеве населення. Після двотижневого розслідування Бай Чунсі видав велику кількість рекомендацій, включаючи зміщення губернатора і кара його начальника секретної поліції; він також амністував студентів, які брали участь в антиурядових виступах.
У 1948 році були проведені вибори віце-президента Китаю. Чан Кайши підтримував Сунь Фо, але переміг Лі Цзунжень. Бай Чунсі на виборах підтримав свого старого друга Лі Цзунженя, і тому Чан Кайши змістив його з посади міністра оборони, призначивши відповідальним за оборону центрального і південного Китаю. Війська Бай Чунсі були останніми евакуйованими з материка на острів Хайнань, а потім — на Тайвань. Бай Чунсі так і залишився в сварці з Чан Кайши, і жив на самоті до самої смерті.